# Magallón (Saragossa)
Magallón ist eine spanische Kleinstadt und eine Gemeinde (municipio) mit 1.093 Einwohnern (Stand: 2024) im Nordwesten der Provinz Saragossa der Autonomen Region Aragonien.

## Lage
Magallón liegt knapp 60 km (Fahrtstrecke) westnordwestlich der Provinzhauptstadt Saragossa am Río Huecho in einer Höhe von etwa 420 m. Die Variante des Jakobswegs, der El Camino de Santiago de Soria, verläuft durch den Ort.
Das Klima ist gemäßigt bis warm; Regen (ca. 485 mm/Jahr) fällt übers Jahr verteilt.

## Geschichte
Nahe Magallón soll die frühere keltiberische Siedlung Caravis bestanden haben, die mit Rom Ende des 2. Jahrhunderts vor Christus verbündet war.

## Bevölkerungsentwicklung
| Jahr      | 1970 | 1981 | 1991 | 2001 | 2011 | 2021 |
| Einwohner | 1595 | 1458 | 1365 | 1190 | 1221 | 1133 |

## Wirtschaft
Inzwischen sind zahlreiche Windparks in der Gemeinde errichtet worden.

## Sehenswürdigkeiten
- Laurentiuskirche (Iglesia de San Lorenzo) aus dem 14. Jahrhundert, im Wesentlichen aus der zweiten Hälfte des 16. Jahrhunderts
- Marienkirche (Iglesia de Santa Maria de la Huerta), ursprünglich aus dem 13. Jahrhundert, im Bürgerkrieg zerstört, heute rekonstruiert
- Dominikanerkonvent
- Kapelle unser Lieben Frau (Ermita de Nuestra Señora del Rosario)
- Kapelle San Sebastian
- Rathaus
- Brücke über den Huecha

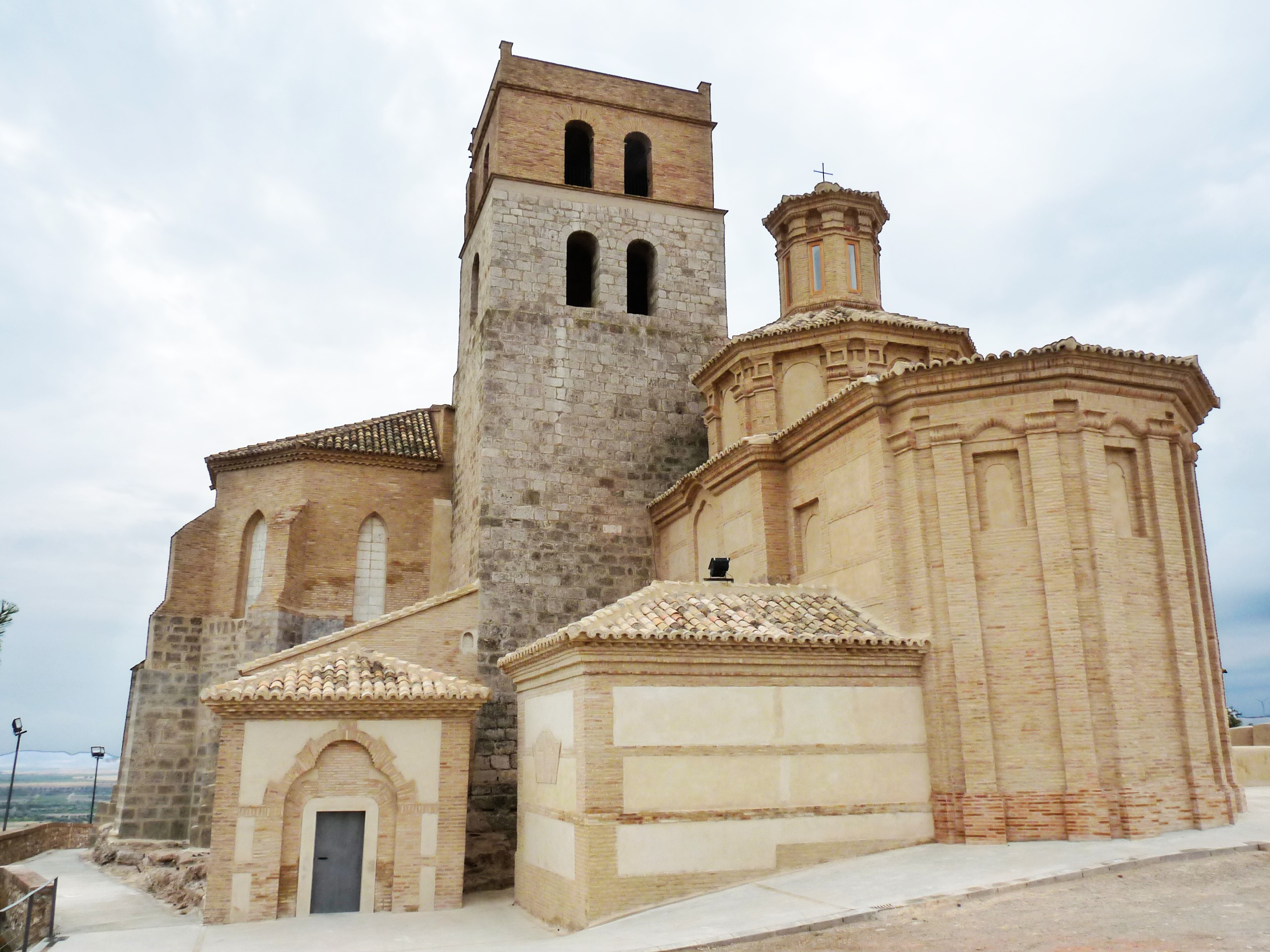
Laurentiuskirche
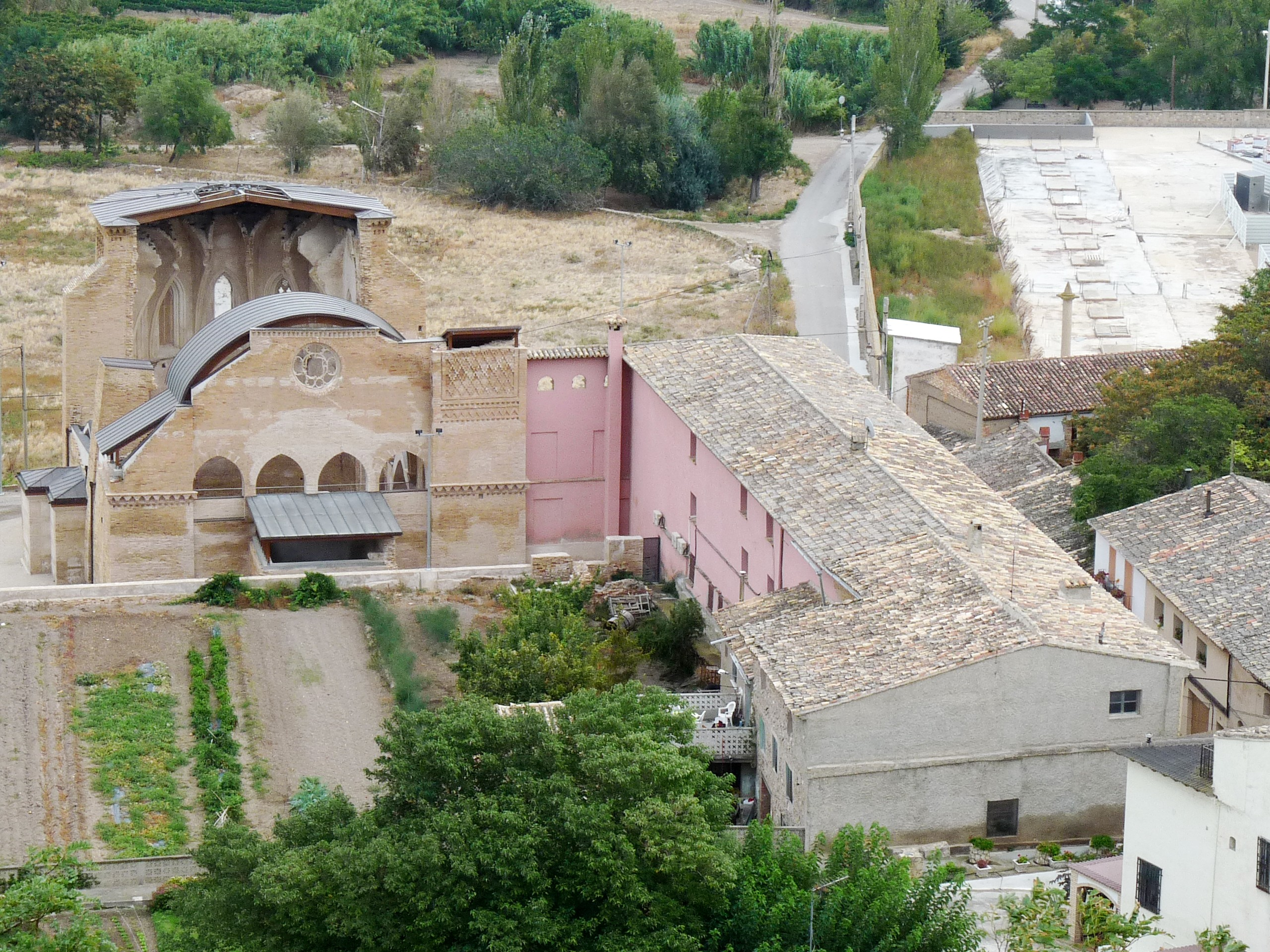
Dominikanerkonvent mit der Marienkirche
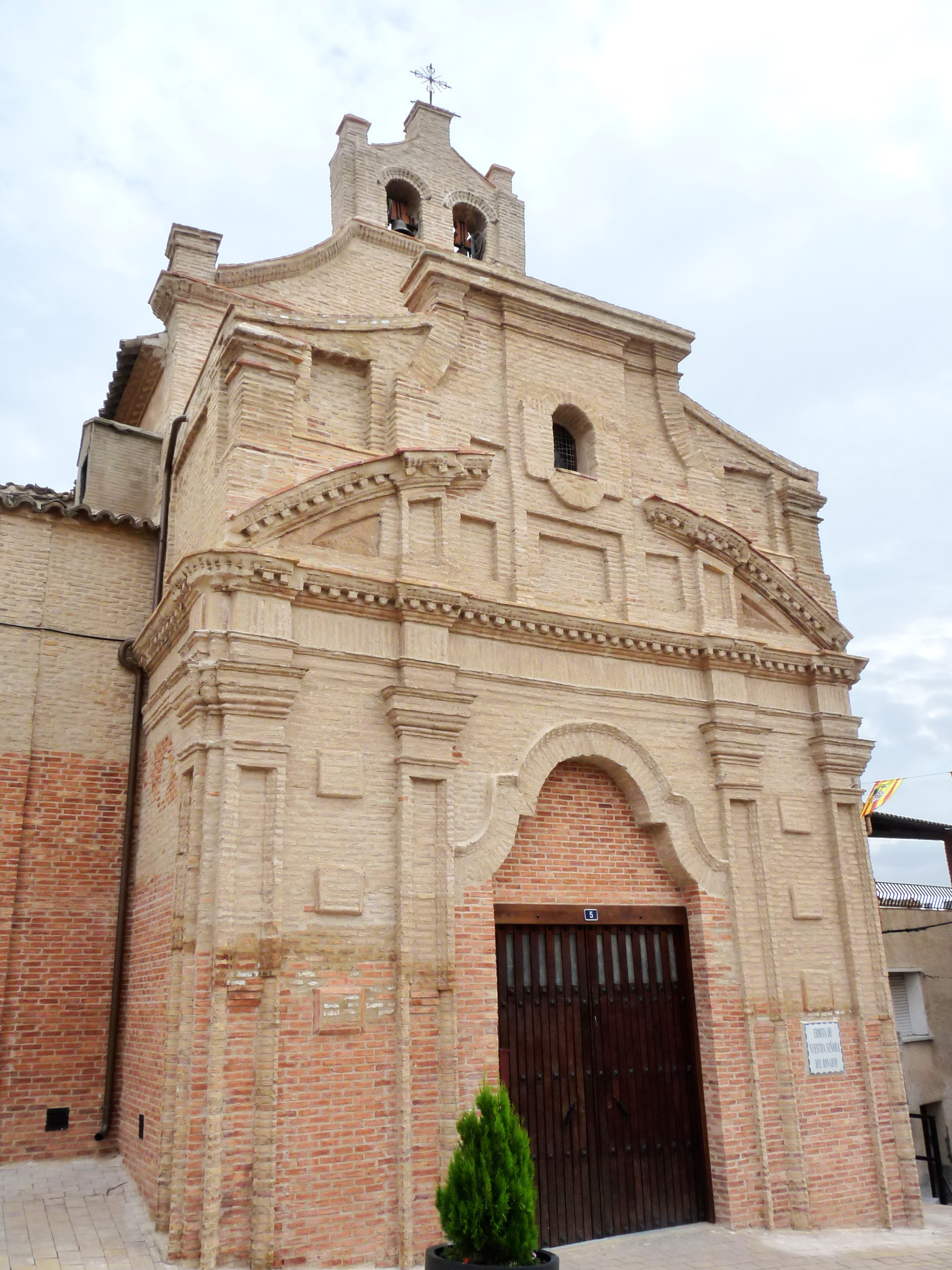
Kapelle Unser Lieben Frau
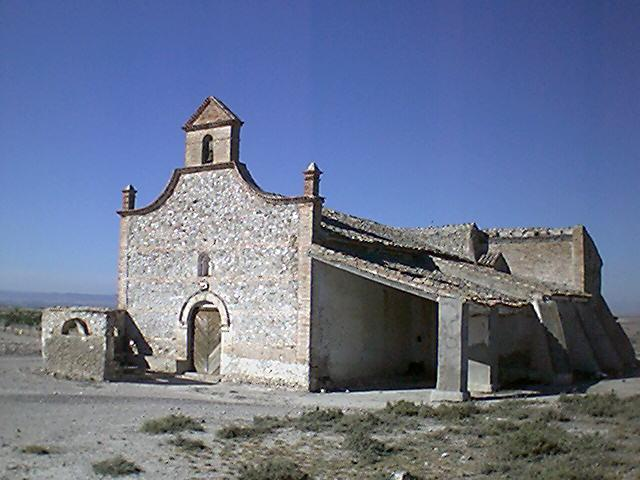
Kapelle San Sebastian
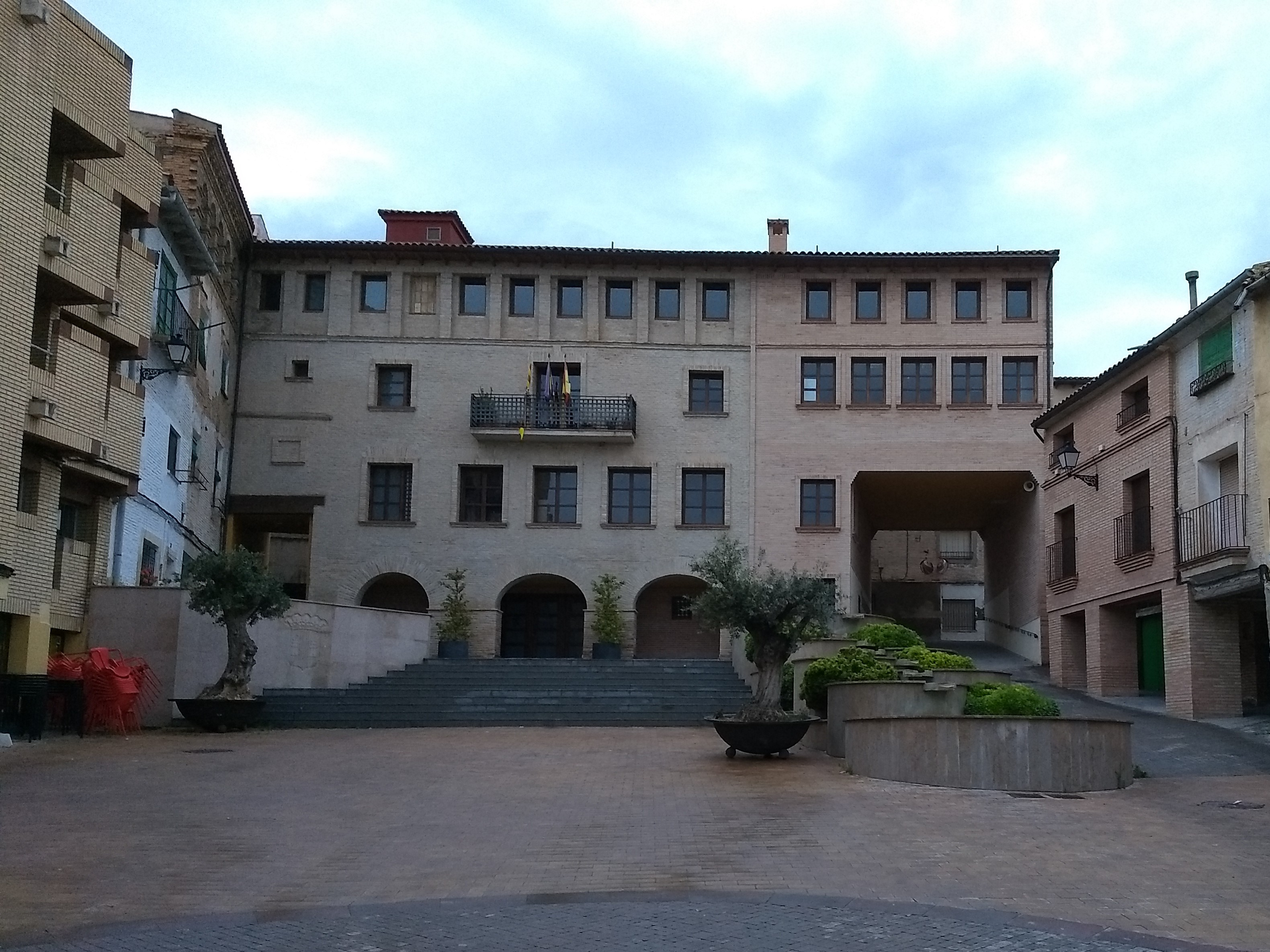
Rathaus
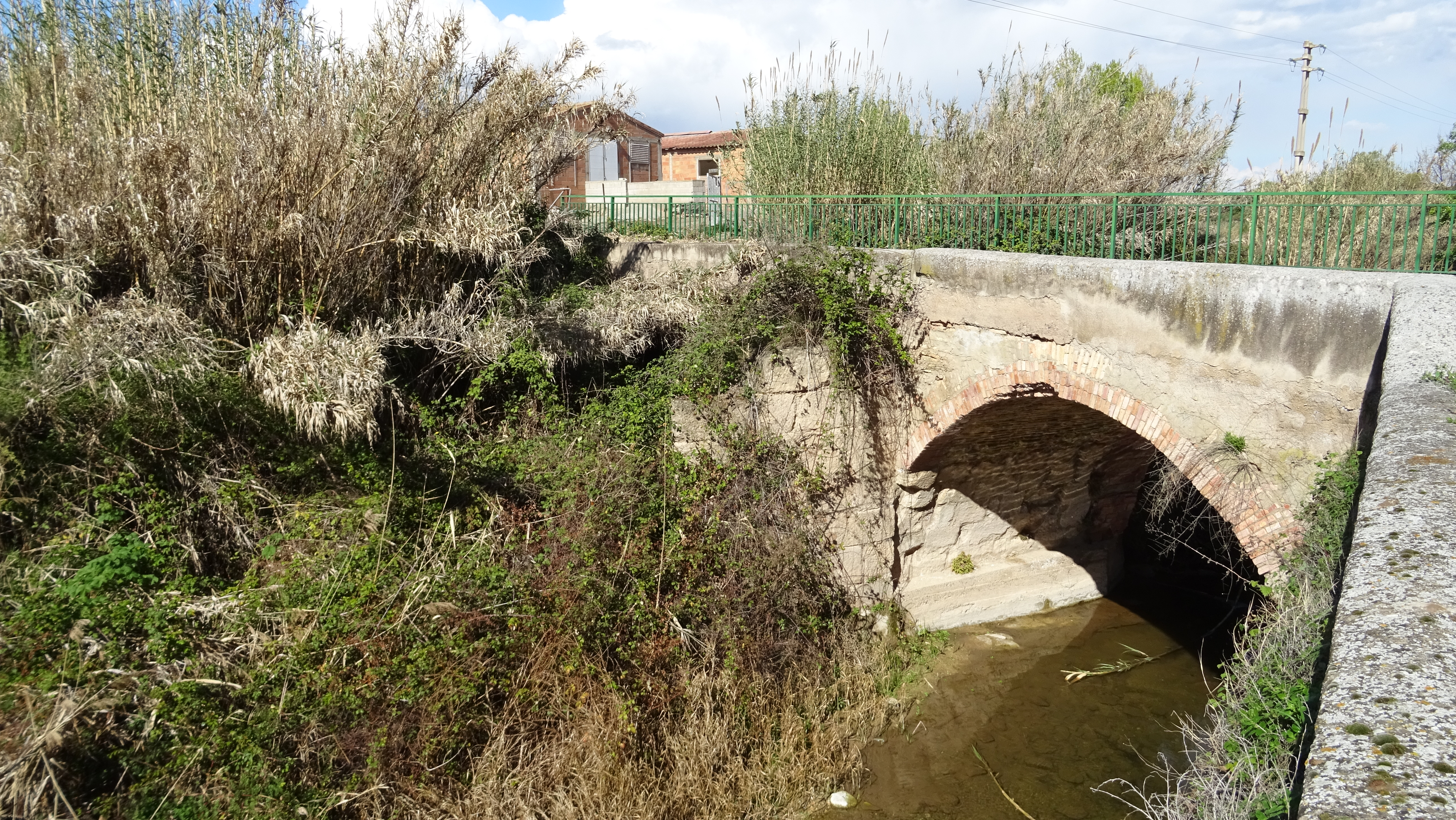
Brücke über den Huecha